# Borghetto (Valeggio sul Mincio)
Borghetto è una frazione del comune di Valeggio sul Mincio, in provincia di Verona. È incluso tra i borghi più belli d'Italia.

## Geografia fisica
Sorge nella valle del fiume Mincio, ai piedi del ponte visconteo, а 1 km a ovest del centro di Valeggio, non lontano dal confine con la Lombardia (provincia di Mantova), e a circa 27 km a sud-ovest di Verona.
Vicino al centro abitato si trovava la stazione della ferrovia Mantova-Peschiera. Parte della sede di questa linea è stata reimpiegata per la pista ciclabile che collega Mantova a Peschiera del Garda costeggiando il Mincio per lunghi tratti.

## Origini del nome
Borghetto, la cui conformazione urbana risale al periodo longobardo, deve il suo nome alla lingua del popolo germanico che gettò le basi di un 'insediamento fortificato' (questo è il significato in longobardo), il primo agglomerato sorto nei pressi del punto di guado del fiume Mincio.

## Storia

### Storia antica
Situato nel posto in cui fin dall'antichità (e poi in epoca longobarda) si guadava il Mincio, nell'alto Medioevo si configurava come un apprestamento minimale, feudo dell'abbazia di San Zeno, con funzione di esazione del pedaggio sul ponte ligneo.

### Storia medievale
In epoca scaligera e poi viscontea è stato al centro delle vicende che hanno portato alla costruzione dei vari manufatti che lo circondano (il ponte visconteo, il castello scaligero, il Serraglio). A quei tempi risale la sua trasformazione in borgo fortificato, con due porte di accesso e una cerchia poligonale di mura con torri, circondata dalla fossa Seriola che attinge acqua dal Mincio.
Nel 1405 divenne parte della Repubblica di Venezia.
Nel XVII secolo fu teatro del passaggio dei francesi nell'ambito della Guerra di successione spagnola.

### Storia contemporanea
Il 30 maggio 1796 qui si svolse una battaglia in cui Napoleone sconfisse gli austriaci guidati da Beaulieu (l'area di Borghetto era presidiata da Schottendorf con 7 battaglioni e 15 squadroni); il 6 agosto dello stesso anno fu teatro di un cannoneggiamento francese da parte di Augerau e Serurier.
Nel XIX secolo Borghetto si trovò coinvolta in varia misura nelle guerre dell'epoca risorgimentale: il 9 aprile 1848 si ebbe uno scontro tra piemontesi (3ª divisione guidata da Broglia) e austriaci i quali si ritirarono guastando il ponte di legno; il 29 giugno 1859 vi sostò il III corpo francese di Niel; il 23 giugno 1866 si accampò la divisione Sirtori.
In seguito alla seconda guerra d'indipendenza Borghetto, trovandosi sulla destra del fiume Mincio, venne assegnata al Regno d'Italia, mentre il capoluogo comunale rimase al Regno Lombardo-Veneto; pertanto Borghetto divenne frazione di Volta.
Nel 1954 nelle vicinanze del ponte di legno sul Mincio sono state girate alcune scene del film Senso di Luchino Visconti.
A partire dagli anni novanta del XX secolo il borgo ha conosciuto un'intensa opera di restauro che ha riqualificato le case a cavallo del Mincio, le quali sono state trasformate in locali pubblici.

## Monumenti e luoghi d'interesse
Oltre al Ponte Visconteo a Borghetto sono presenti i caratteristici edifici con mulini ad acqua, alcune ruote dei quali sono state rimesse in funzione, e la chiesa parrocchiale dedicata a san Marco Evangelista; l'edificio è affiancato dalla torre campanaria di epoca scaligera che contiene una campana risalente all'anno 1381 (una delle più antiche del veronese).

## Cultura

### Eventi
- "Festa del Nodo d'Amore": si tiene nel terzo martedì di giugno, con una tavolata da Guinness dei primati sul ponte visconteo dove vengono serviti i tortellini di Valeggio sul Mincio a più di 4.000 commensali.

- Il periodo natalizio è legato alla suggestiva immagine della metasequoia illuminata, in riva al Mincio. Nei primi giorni di dicembre di ogni anno, viene inaugurato questo simbolo del Natale.

## Infrastrutture e trasporti

### Strade
A circa 10 km a nord di Borghetto si trova il casello di Peschiera sull'autostrada A4.
Altra importante arteria è la SS249 che passa per il centro di Valeggio e si dirige verso il lago di Garda a nord e il mantovano a sud.

### Piste ciclabili
- Ciclovia Mantova-Peschiera

## Galleria d'immagini

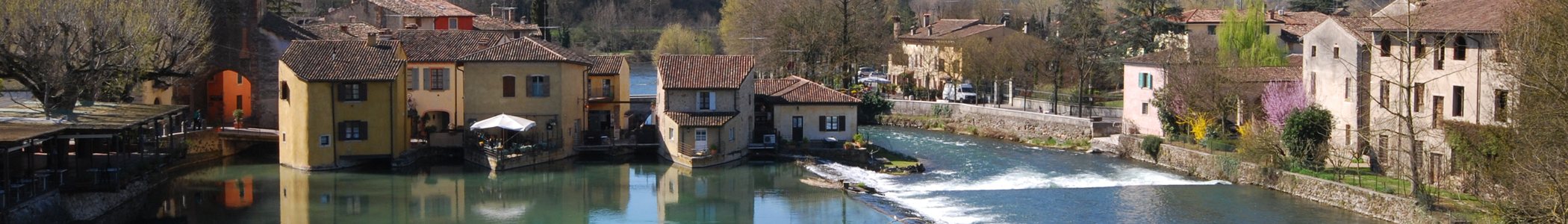
Panorama di Borghetto sul Mincio dal ponte visconteo

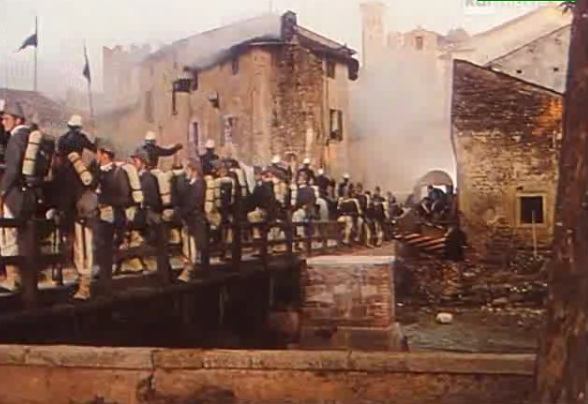
Il ponte di legno di Borghetto nel film Senso (1954)
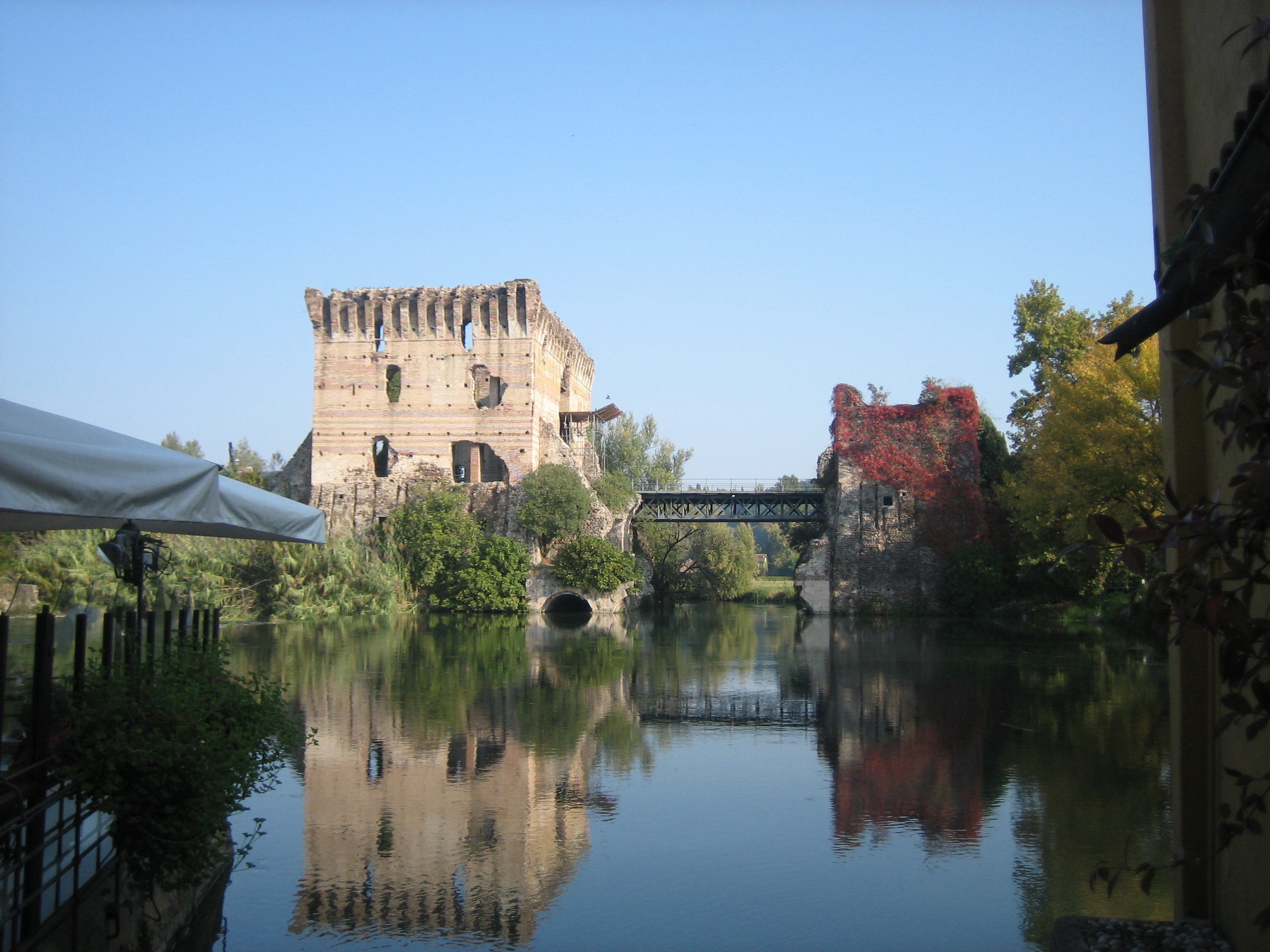
Il ponte visconteo di Valeggio sul Mincio visto da Borghetto
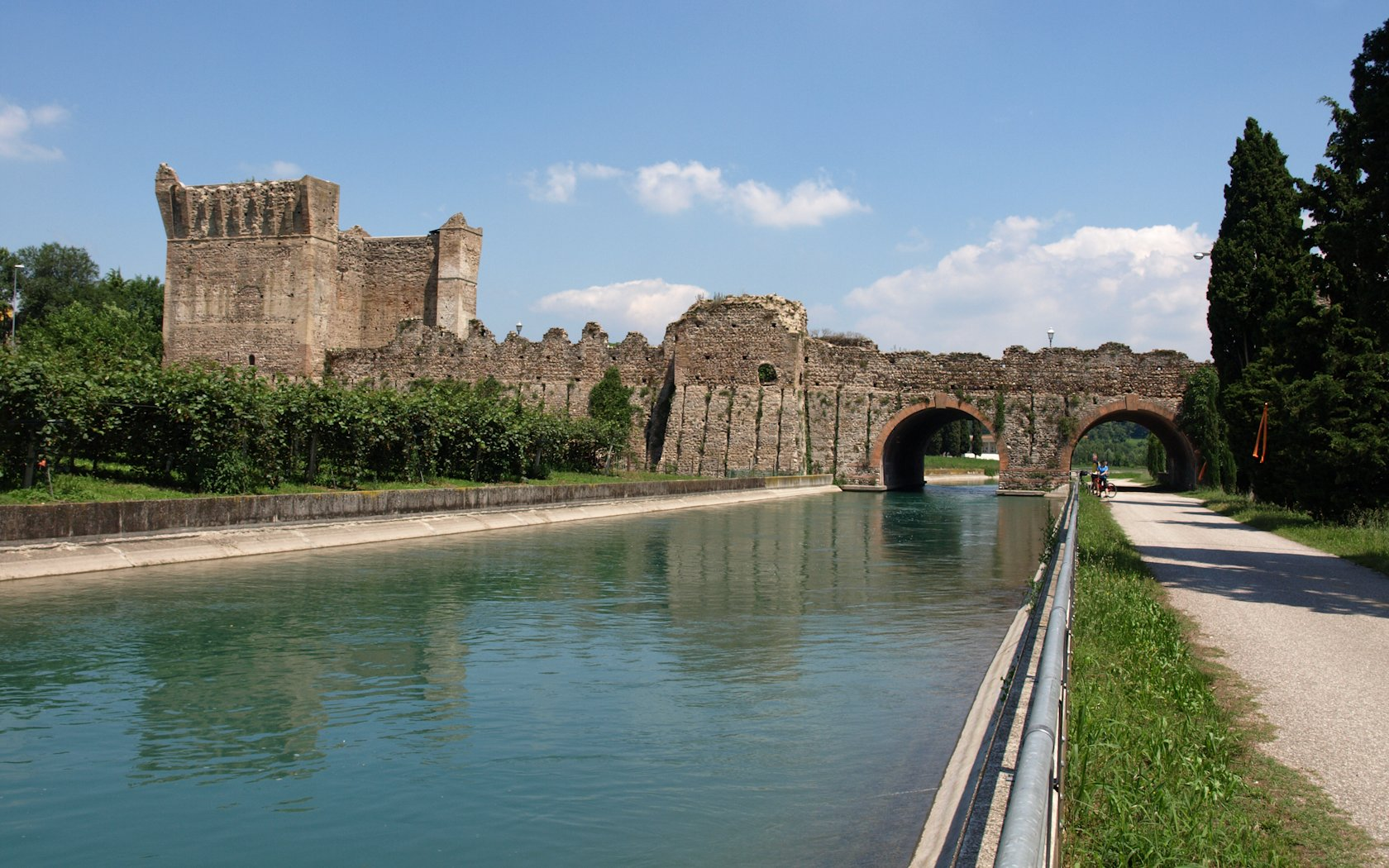
Il ponte visconteo di Valeggio sul Mincio
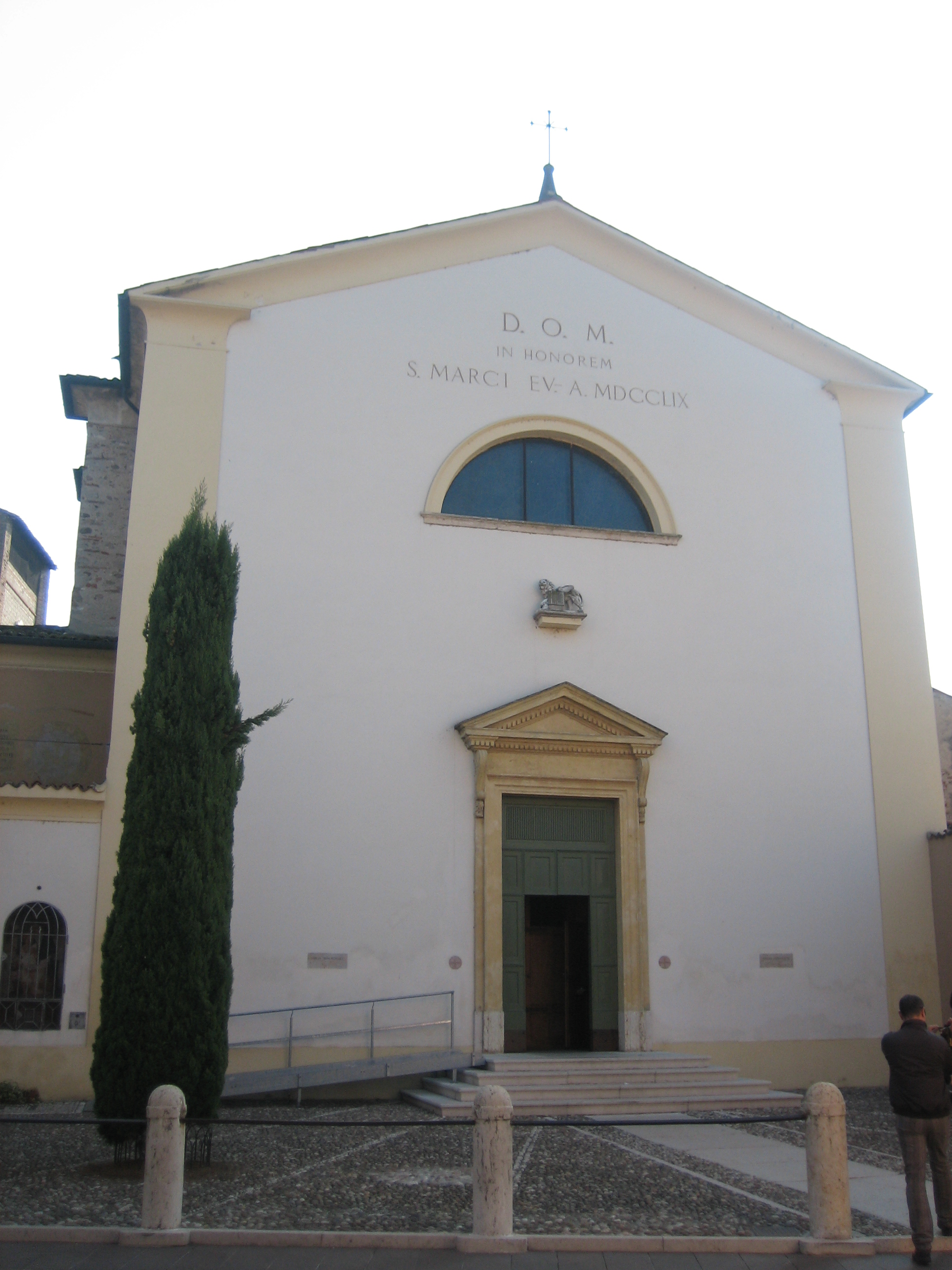
Chiesa di san Marco evangelista
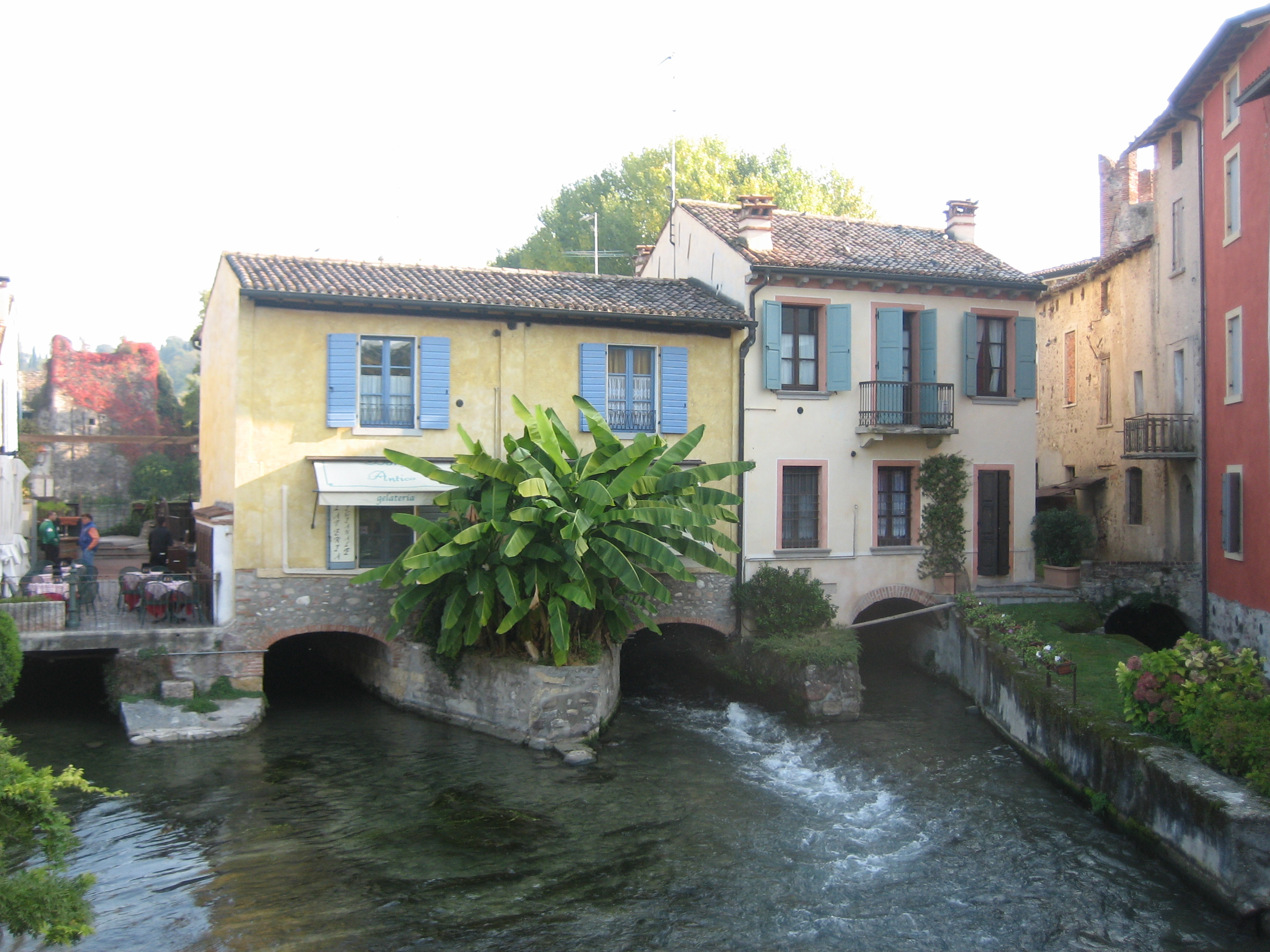
Scorcio della località